# Zwerg-Schneckenklee
Der Zwerg-Schneckenklee (Medicago minima) ist eine Pflanzenart aus der Gattung Schneckenklee (Medicago) in der Unterfamilie der Schmetterlingsblütler (Faboideae) innerhalb der Familie der Hülsenfrüchtler (Fabaceae). Sie ist in Nordafrika und Eurasien weitverbreitet.

## Beschreibung

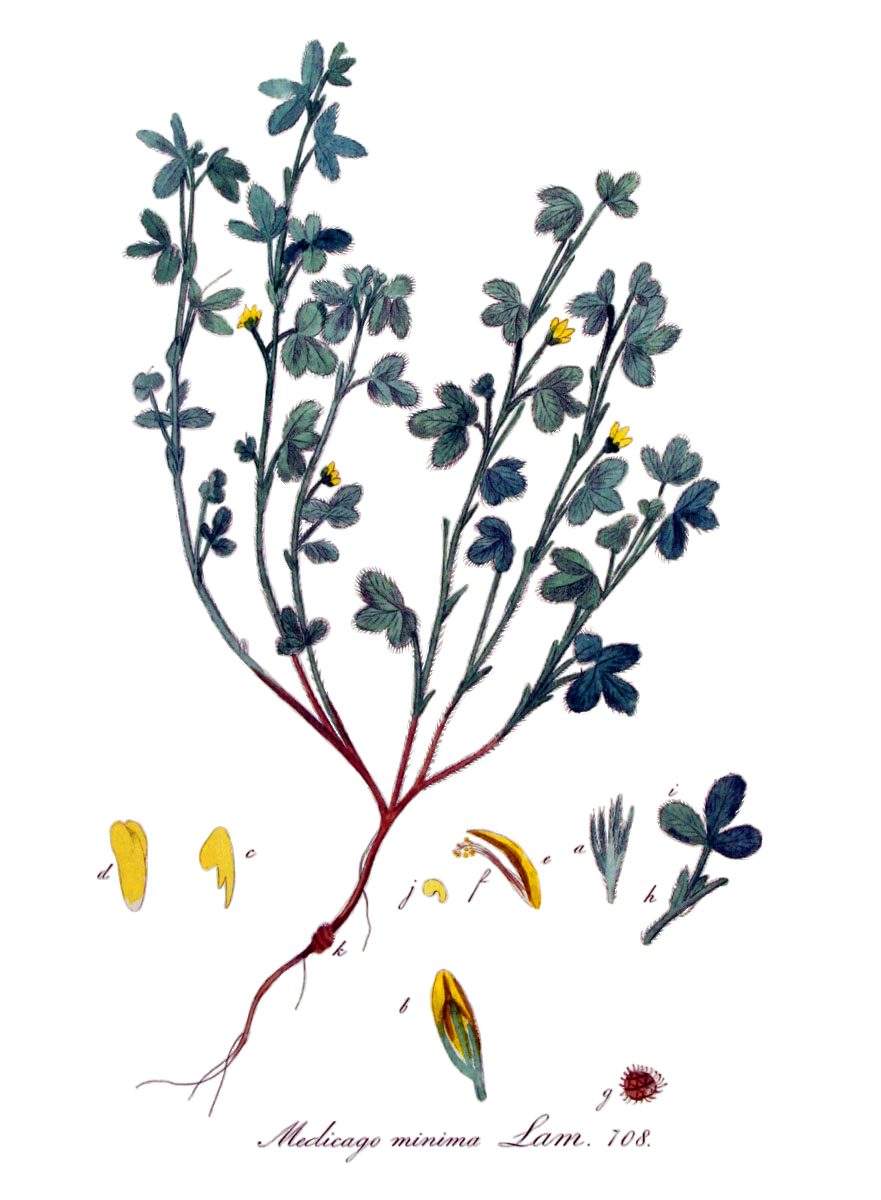
Illustration aus Flora Batava of Afbeelding en Beschrijving van Nederlandsche Gewassen, IX Deel, 1846

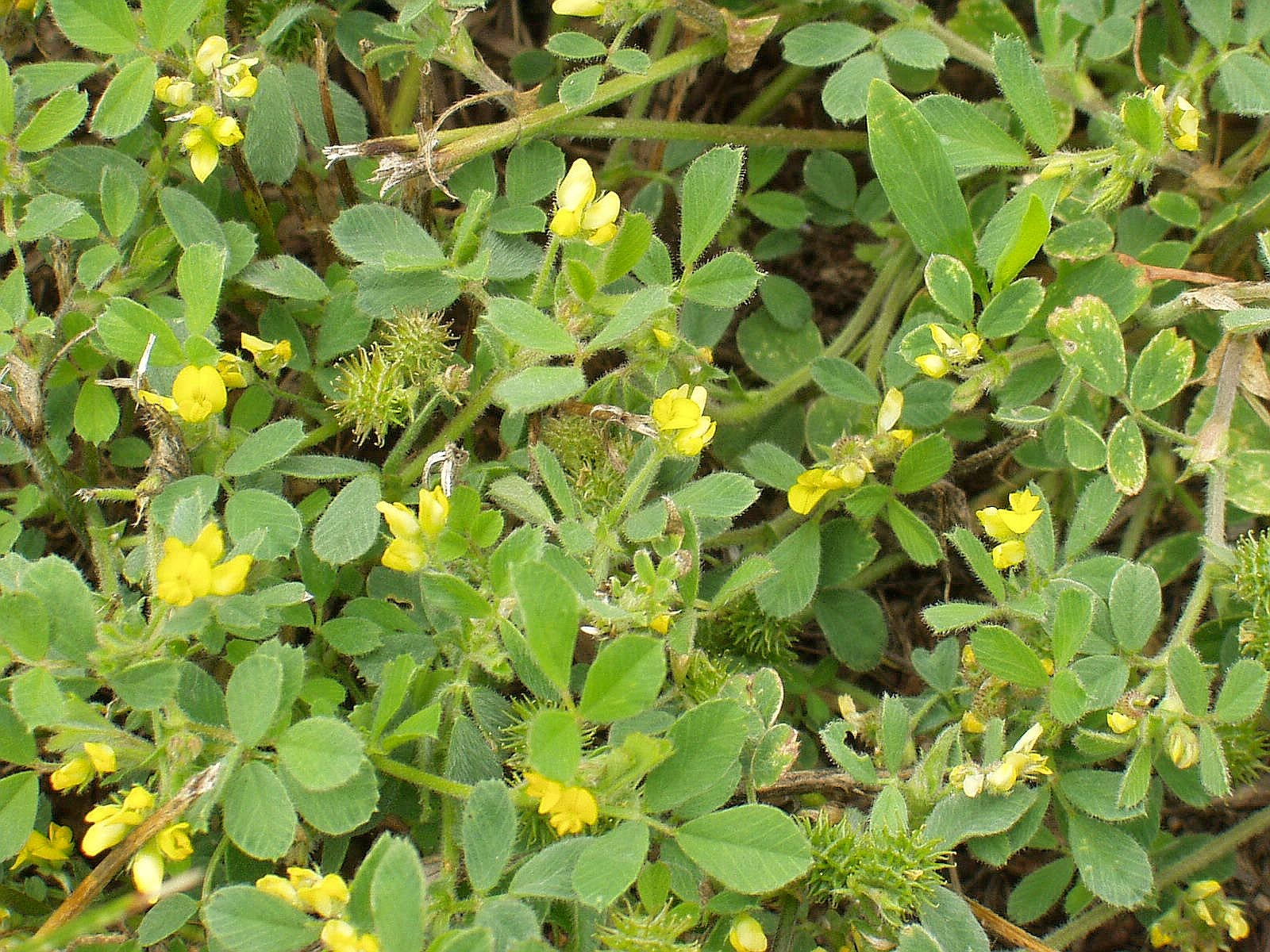
Habitus

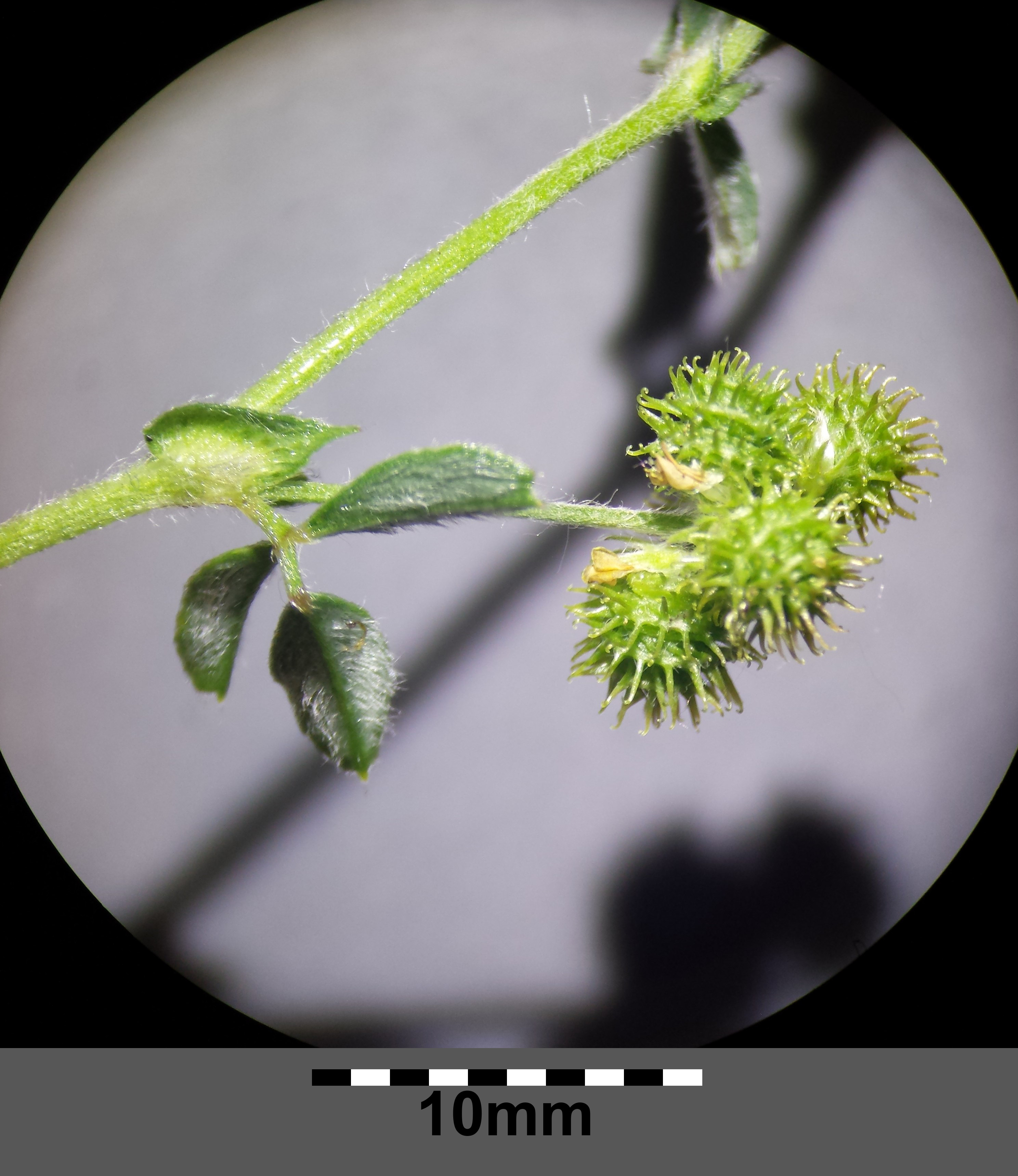
Stängel mit Laubblatt und Fruchtstand

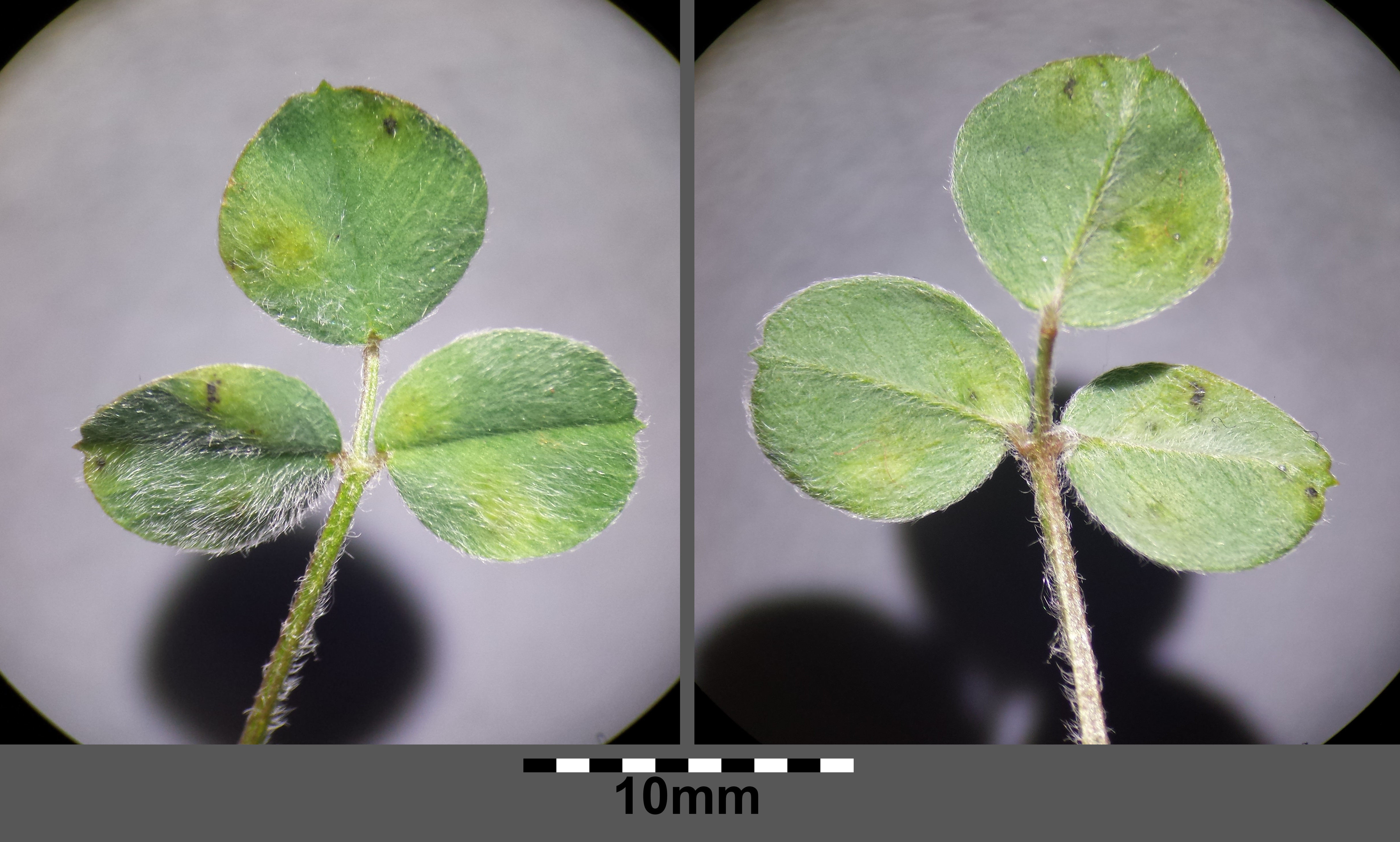
Laubblätter

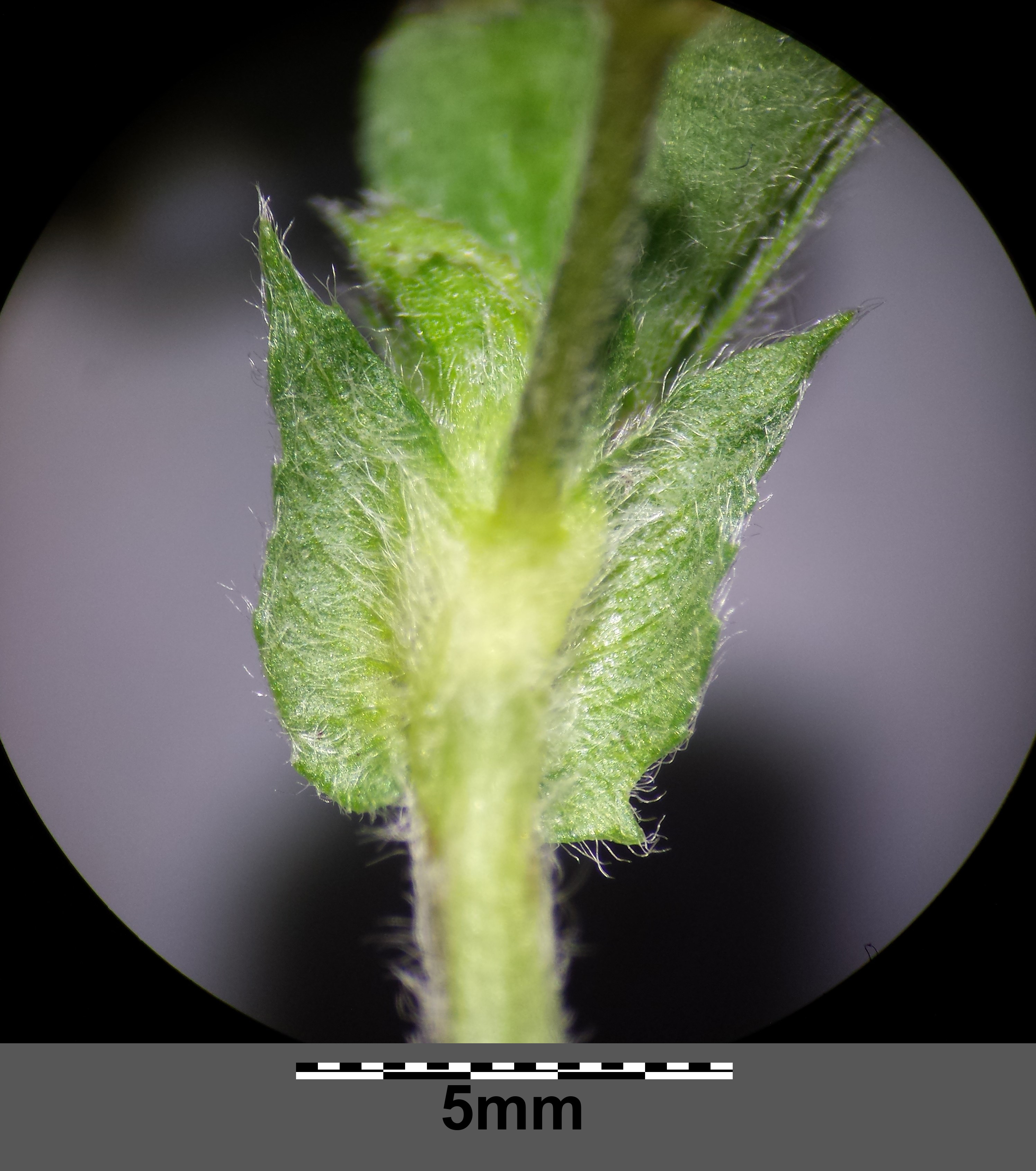
Nebenblätter

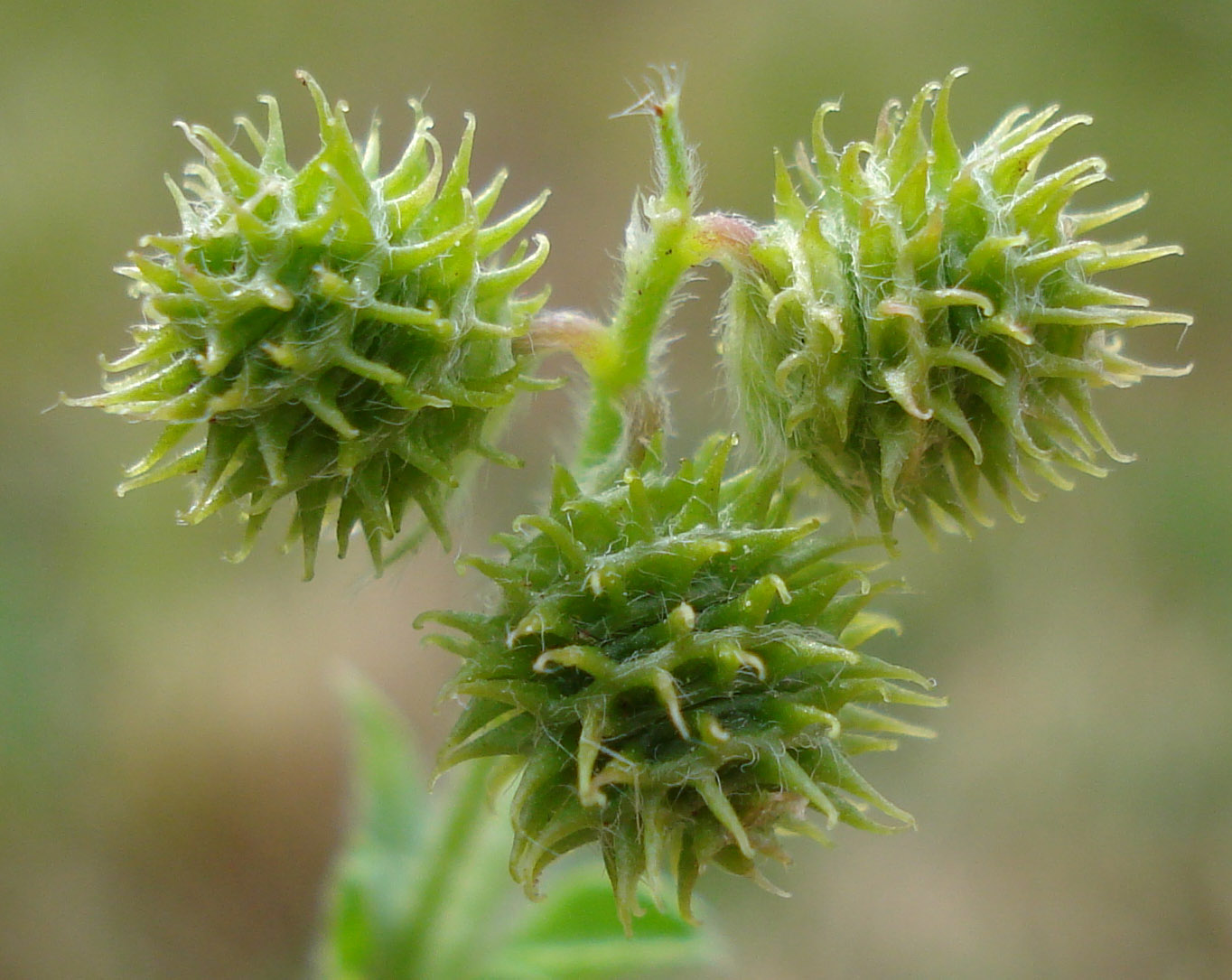
Früchte

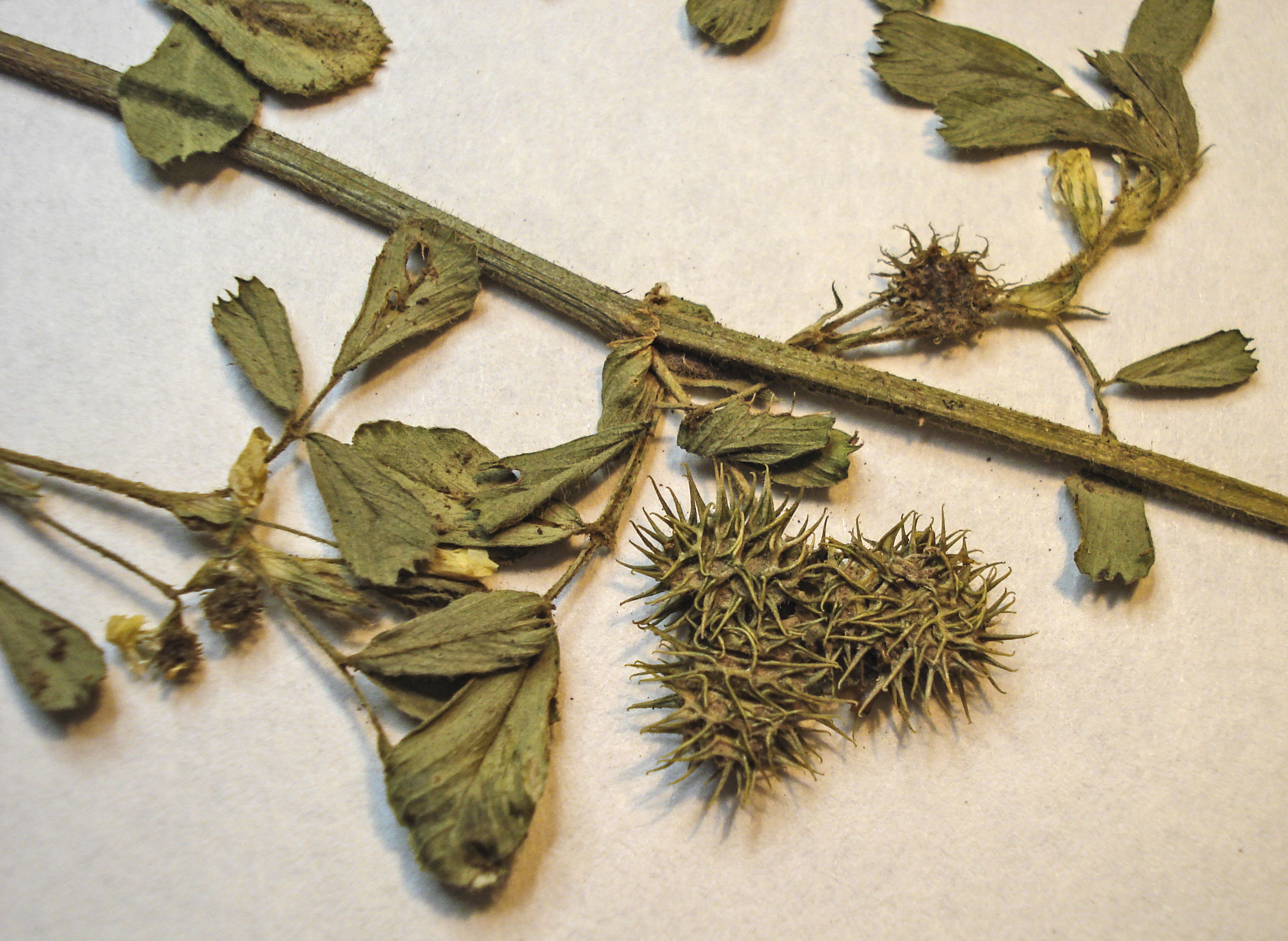
Herbarbeleg von Medicago minima var. viscida

### Erscheinungsbild und Blatt
Der Zwerg-Schneckenklee ist eine meist einjährige krautigen Pflanze, die Wuchshöhen von 5 bis 35 Zentimetern erreicht. Der mehr oder weniger seidig behaarte Stängel ist einfach oder vom Grunde an verzweigte, niederliegend, aufsteigend oder aufrecht, stumpfkantig und oft nur 10 Zentimeter lang; gelegentlich erreichen manche Exemplare auch eine Länge von 50 Zentimetern.
Die wechselständigen Laubblätter sind in Blattstiel und Blattspreite gegliedert. Der mit selten über 1 Zentimeter relativ kurze Blattstiel ist beiderseits mehr oder weniger dicht behaart. Die Blattspreite ist dreiteilig gefiedert. Die relativ kleinen Blättchen sind verkehrt-eiförmig bis breitoval, 3 bis 9 Millimeter lang und etwa halb so breit, meist nur im vorderen Teil sehr fein gezähnt, die der oberen Laubblätter oft keilförmig. Die Nebenblätter sind eiförmig, zugespitzt und ganzrandig gezähnt.

### Blütenstand, Blüte, Frucht und Samen
Die Blütezeit reicht von April bis September. Die Blütenstände sind meist drei- bis fünfblütig mit sehr kurzer, höchstens 1 bis 2 Zentimeter langer, in eine grannenartige Spitze auslaufender Achse. Die Blütenstiele sind kürzer als die etwa 1 Millimeter lange Kelchröhre.
Die zwittrigen Blüten sind zygomorph und fünfzählig mit doppelter Blütenhülle. Die Kelchzipfel sind so lang oder etwas länger als die Röhre und ebenfalls dicht behaart. Die lebhaft gelb gefärbten Kronblätter stehen in einer 3 bis 4 Millimeter langen Krone zusammen, die die typische Form der Schmetterlingsblüte aufweist. Die Flügel und das Schiffchen sind etwa gleich lang und kürzer als die kaum aufgebogene Fahne.
Die bei einem Durchmesser von 2 bis 4 Millimetern fast kugelige Hülsenfrucht besitzt drei bis Windungen und ist dicht mit 2 bis 3 Millimeter langen, geraden bis stärker gekrümmten Stacheln und kurzen Haaren bedeckt.
Die Samen sind kugelsegmentförmig, 1,5 bis 2,4 Millimeter lang und 0,8 bis 1,2 Millimeter breit.

### Chromosomenzahl
Die Chromosomenzahl beträgt 2n = 16.

## Vorkommen
Der Zwerg-Schneckenklee ist ein mediterran-submediterranes Florenelement. Das Verbreitungsgebiet von Medicago minima erstreckt sich von den Kanarischen Inseln über das Nordafrika und Äthiopien und Süd-, Mittel- sowie Osteuropa bis Zentralasien und China. Medicago minima kommt von Südrussland bis Vorderasien und Vorderindien vor. In Europa reicht das Areal von Spanien über Frankreich, Belgien, Holland bis Südengland, Dänemark und das südliche Schweden, Deutschland und Polen ostwärts bis Rumänien.
Im mitteleuropäischen Tiefland, in der Rhön, in der Eifel, am Oberlauf von Mosel, Saar und Neckar sowie im südlichen Schweizer Jura kommt er nur vereinzelt vor; in den Weinbaugebieten von Rheinland-Pfalz, am Main, am Ober- und Hochrhein sowie (vor allem in der südlichen) Frankenalb ist er selten zu finden; in Ober- und Niederösterreich und im Burgenland kommt er zerstreut vor. Der Zwerg-Schneckenklee kommt im mittleren und südlichen Deutschland (Rhein-Main-Donaugebiet) vor; südlich des Donautals wächst er jedoch nur im Hegau und fehlt ganz im nordwestdeutschen Flachland.
Der Zwerg-Schneckenklee besiedelt in Mitteleuropa trockenen Hänge, Steppen- und Heidewiesen, Halbtrockenrasen, Weiden, Äcker, Sandgruben, Wegränder, Bahndämmen und Gartenanlagen. Er steigt nur vereinzelt bis in die montane Höhenstufe, selten über 1000 Metern auf. Er gedeiht in wärmeren Lagen.
Der Zwerg-Schneckenklee gedeiht am besten auf grusigen oder sandigen, kalkhaltigen bis kalkarmen Böden. Oft wächst er auf Löss und Quarzsand. Er ist in Mitteleuropa eine Charakterart der Klasse Sedo-Scleranthetea, kommt auch in lückigen Pflanzengesellschaften der Klasse Festuco-Brometea vor und ist in Südeuropa eine Charakterart des Verbands Thero-Brachypodion.
Die ökologischen Zeigerwerte nach Landolt et al. 2010 sind in der Schweiz: Feuchtezahl F = 1+w (trocken aber mäßig wechselnd), Lichtzahl L = 4 (hell), Reaktionszahl R = 4 (neutral bis basisch), Temperaturzahl T = 4+ (warm-kollin), Nährstoffzahl N = 2 (nährstoffarm), Kontinentalitätszahl K = 4 (subkontinental), Salztoleranz 1 = tolerant.
Der Zwerg-Schneckenklee ist eine Charakterpflanze der offenen Trockenwiesen. Als Weidepflanze kommt er höchstens für Schafe in Betracht. Die Schafe verschleppen die Früchte sehr leicht mit ihrer Wolle und tragen somit zur Ausbreitung des Zwerg-Schneckenklees bei.

## Systematik
Die Erstveröffentlichung erfolgte 1753 als Varietät Medicago polymorpha var. minima durch Carl von Linné in Species Plantarum, Tomus ii, Seite 780–781. Diese Varietät wurde 1776 durch Biagio Bartalini (1746–1822) in Catalogo delle piante che nascono spontaneamente intorno alla città di Siena Seite 60–61 zur Art Medicago minima (L.) Bartal. erhoben. Linné selbst hatte 1754 in Flora Anglica, Seite 21 diese Varietät zur Art erheben wollen, diese Kombination aber nicht ausgeführt.
Offenbar sehr selten ist die Varietät Medicago minima var. viscida W.D.J.KOCH. Dabei sind der Stängel, die Laubblätter und die Hülsen dicht mit klebrigen Drüsenhaaren besetzt. Sie wurde in Südtirol und in Deutschland beobachtet. Sie ist in Deutschland anscheinend nur in Franken/Fränkischer Jura (beispielsweise bei Karlstadt) zu finden.